# Бобровицький
Бобровицький (рос. Бобровицкий) — селище у Черепановському районі Новосибірської області Російської Федерації.
Входить до складу муніципального утворення Верх-Мильтюшінська сільрада. Населення становить 6 осіб (2010).

## Історія
Згідно із законом від 2 червня 2004 року органом місцевого самоврядування є Верх-Мильтюшінська сільрада.

## Населення
| 2002 | 2007 | 2010 |
| ---- | ---- | ---- |
| 20   | ↘7   | ↗8   |